# 森光子
森 光子（もり みつこ、1920年〈大正9年〉5月9日 - 2012年〈平成24年〉11月10日）は、日本の女優、歌手、マルチタレント、司会者。日本俳優連合名誉副会長、第6代日本喜劇人協会会長、フジテレビジョン番組審議会名誉顧問。国民栄誉賞受賞。栄典は従三位・勲三等瑞宝章・紫綬褒章・文化功労者・文化勲章。東京都名誉都民・京都市市民栄誉賞・京都名誉観光大使。
京都府京都市出身。京都府立第一高等女学校（現・京都府立鴨沂高等学校）中退。俳優の嵐寛寿郎の従妹である。長らく「寛寿郎の姪で1923年生まれ」としていたが、1984年の紫綬褒章受章にあたり事実を公表し、訂正している。芸名は嵐の母（伯母）から、女優の森静子と伯母の旧姓・森端にちなんで「森」、本名の美津より「光子」とつけられたことによる。

## 略歴・人物

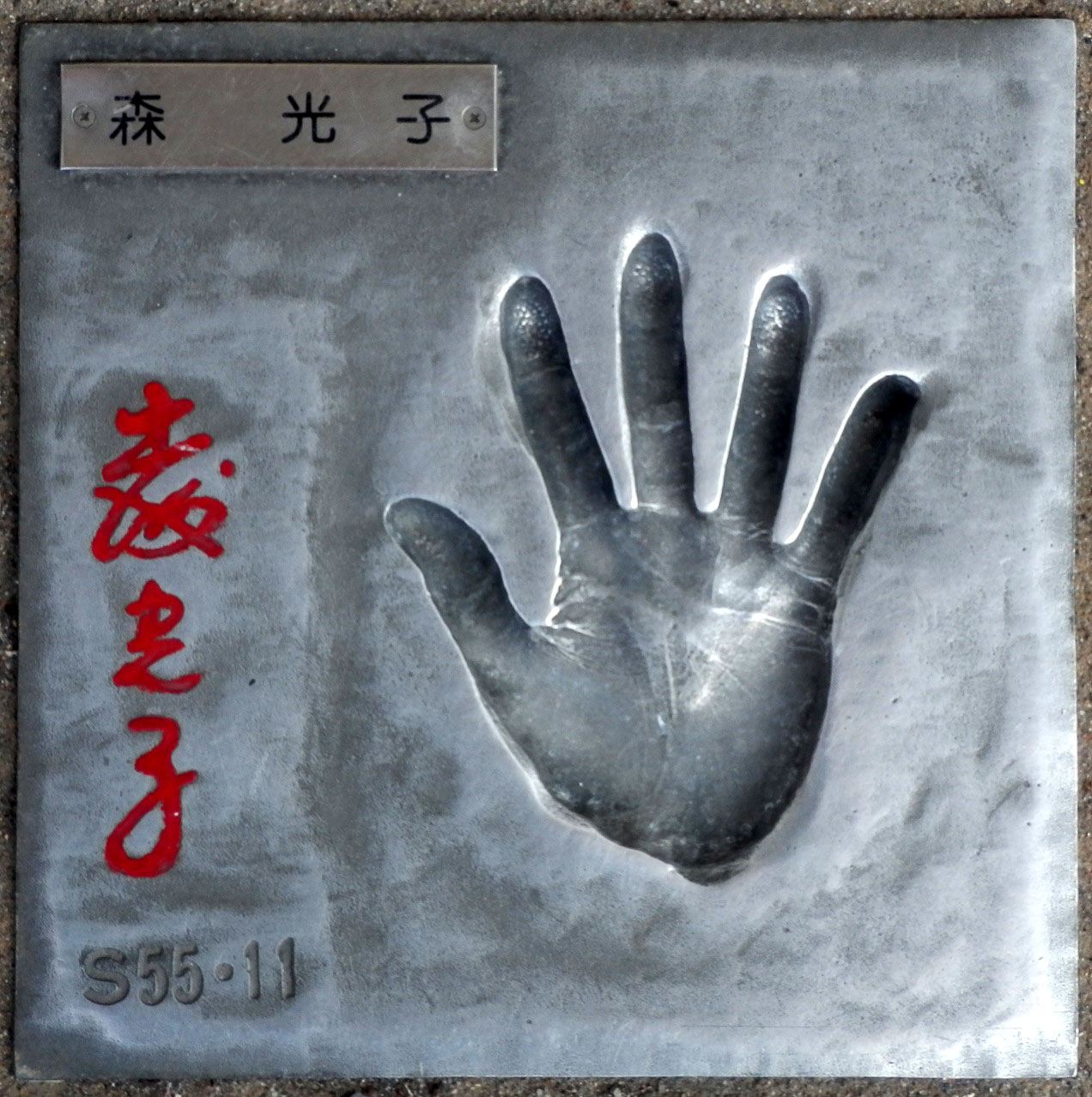
浅草公会堂の手形

### 女優デビュー、ジャズ歌手、結核との闘病

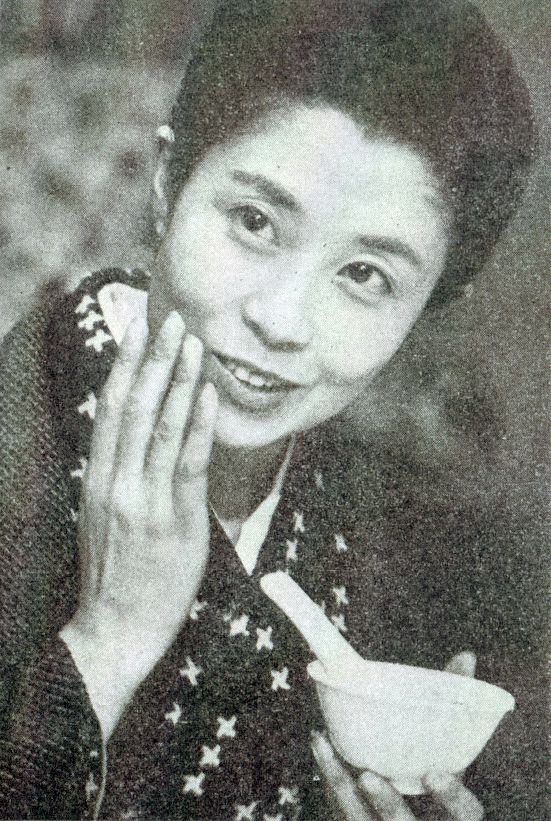
主婦と生活社『主婦と生活』2月号（1962）より

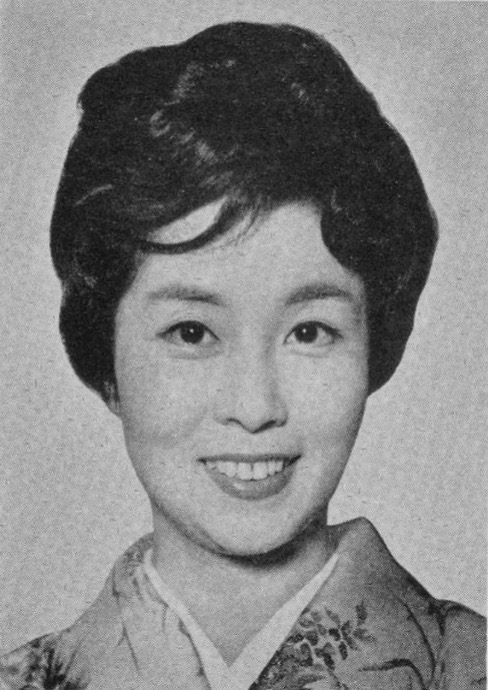
『東宝三十年史』（1963年）より

母親・艶は祇園の芸妓、父親は紡績会社社長の御曹司で学生時代に母を見初め、共に寄り添う仲となったが、家族の反対に遭い結婚がかなわず、そのなかで森は生まれ、母親の私生児として育てられた。幼少の頃は歌と踊りが大好きで、7歳の時にはNHKのラジオ番組にも出演している。母の実家は京都・木屋町二条下ルで商人宿『國の家』を経営、旅館にはしばしば俳優の阪東妻三郎が芸者衆を連れて訪れており、その華やかな様子も少女時代の森に大きな影響を与えた。しかし『國の家』は後に倒産、両親も森が13歳のときに肺結核で相次いで死去。
森は、松竹少女歌劇のスター水の江瀧子や宝塚少女歌劇団の小夜福子に夢中になり、時間があれば歌や踊りに興じた。彼女らに憧れて歌劇の道を志すが果たせず、不本意ながらも従兄の嵐寛寿郎のプロダクション（第二次寛プロ）に所属。1935年に映画『なりひら小僧　春霞八百八町』でデビューしたが、1937年（昭和12年）、嵐が寛プロを閉鎖。1938年（昭和13年）、日活に移籍する中、森は新興キネマ（後の大映）に所属し、娘役として多くの映画に出演した。多くは「狸物（阿波狸合戦伝説に材をとった『阿波狸合戦』を初めとする喜劇映画）」などの喜劇や二線級の映画であり「溝口健二の『祇園の姉妹』のような映画に出たい」と夢見ていた森は失望する。またこの頃、気鋭の映画監督だった森一生にプロポーズされ、婚約したがその後婚約破棄。これを境に撮影所内で悪評が立ち始め、役者としての活動をしづらくなったため映画界から一時身を引く。
1939年（昭和14年）10月、映画法が制定。映画出演が制限され始めたため、1941年（昭和16年）、21歳で歌手を目指して陸軍の満洲慰問団に参加した。戦時中は日本軍慰問団で東海林太郎らの前座歌手としてミスワカナ・玉松一郎らと中国戦線や南方戦線を巡回する。慰問団では赤木春恵と出会い、以後60年以上に渡り親交を深めることとなる。後年、セレベス島滞在中の体験談を語っている。森は事前に、空襲の際にはホテルの防空壕よりも、堅固な近くの刑務所の防空壕に逃げるように説明されていたが、ある日、買物からの帰り際、空襲警報に遭遇、やむなくホテルの防空壕に避難した。しかし、空襲で直撃弾を受けたのは刑務所の防空壕だったため、難を逃れたという。
この時期、映画『小島の春』（監督：豊田四郎）を観て、この映画の杉村春子の演技に大きな衝撃を受け、これ以上の衝撃を以降感じたことはないと述懐している。森は「演技の師匠を持たない私が、心から尊敬しお手本としたのは10代から憧れた杉村先生ただ一人です。時代劇の娘役の頃からいつか近づきたいとひそかに思い続けてきました」とも語り、杉村を生涯の師とした。
終戦後は役者活動に留まらず、ジャズ歌手として進駐軍キャンプへの巡業も行っていた。1947年（昭和22年）、27歳の時、そこで森を見初めた日系アメリカ人2世の米軍属リチャード・ウエムラからプロポーズを受け婚約する。だが芸能界に未練があった森は決まっていた渡米をキャンセルし、日本に留まった。ウエムラは結局婚姻関係を結んでから1週間後にハワイに帰り、短い結婚生活は終わった。
その後1949年（昭和24年）の秋に肺結核と診断され、約3年間芸能活動を休止、京都山科で闘病生活を余儀なくされる（これ以前の1944年戦地慰問先の南京で既に肺浸潤性疾患を患っている）。この頃「森光子は死んだ」という噂がまことしやかに流れ、のちに復帰作となったNHK大阪放送局製作のラジオドラマ『エンタツちょびひげ漫遊記』で共演した赤木らもそう信じていたという。
当時すでに結核の特効薬である抗生物質、ストレプトマイシンは発見されていたが、非常に高価であり病気のため収入の途絶えた森に治療を受けることは難しいと思われた。しかし療養先が知人の縁者であったこともあり、担当医師が闇で仕入れたストレプトマイシンの効果を確認するため、「モルモット（実験台の意）」との名目で森に投与したことで一命を取り留める。
その後1951年（昭和26年）に大阪へ戻り、仕事復帰の準備を始めるが、森を待っていたのは芸能界の厳しい現実だった。約3年のブランクに加え、一度は「死んだ」と噂された若手女優に再び手を差し伸べる相手は無く、森は御用聞きのように「仕事無いですか?」と知り合いを渡り歩く日々を送る。
そんな森に関心を示したのは当時NHK大阪放送局で芸能番組担当プロデューサーを務めていた富久進次郎だった。富久は1952年（昭和27年）新春から立ち上げる予定だったラジオコメディー番組に森の起用を決める。これが前述の『エンタツちょびひげ漫遊記』である。横山エンタツの相手役として、翌年の続編『エンタツの名探偵』にも出演し、その後は開局間もない民放ラジオ番組にも起用され始める。この間、ラジオドラマへの出演が決まったばかりの頃は収入が不安定で知人の裏千家千宗室（14代淡々斎）夫人・千嘉代子の秘書として雇ってもらい、生計を立てていたという。
1955年（昭和30年）、ラジオ出演に関して朝日放送と専属契約。大卒初任給が1万2千円程度というこの時代に「契約金60〜65万円、番組へのレギュラー出演を局側が保証する」との高条件の下、ミヤコ蝶々、南都雄二、夢路いとし、喜味こいしらと『漫才学校』にレギュラー出演。芸達者な実力者を向こうに回し、関西をホームグラウンドにラジオタレントとしての確固たる人気を獲得、『ロート東西お笑い他流試合』での大阪方の司会役などバラエティー番組のみならず、ラジオドラマでも活躍する。

### 放浪記との出会い、テレビ出演 - 「日本のおかあさん」へ

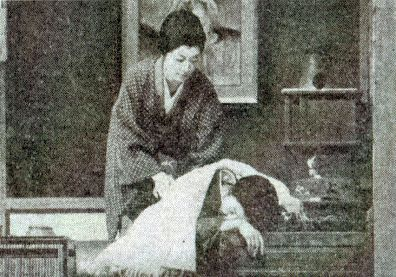
舞台『放浪記』の1シーン。机にもたれ掛かる森光子演じる林芙美子

ラジオへの出演と共に黎明期のテレビ在阪局（NHK大阪、大阪テレビ放送）製作のドラマにも出演するようになる。ABC専属の森は、系列の大阪テレビ放送（のち、朝日放送と合併）において1956年（昭和31年）、在阪局制作のコメディー番組としては初の全国ネットとなった中田ダイマル・ラケット主演のコメディ『ダイラケのびっくり捕物帖』（放送期間中の会社合併に従い大阪テレビ→朝日放送）で藤田まこと演じる与力・来島仙之助の“めっぽう腕の立つ妹”・妙を演じ、関東にもその顔と名を知られるようになった。なお、幼少から若手女優の頃は「黒みっちゃん」と呼ばれるほど色黒だったが、尋常性白斑のため年齢を重ねるにつれ白くなっていった。
1958年（昭和33年）、梅田コマ劇場でダイマル・ラケットと共演した舞台『あまから人生』で、防空壕から洗濯物を持って出るシーンの台本に台詞が無く「8分間よろしく」とだけ書かれていたため、アドリブでこの当時のヒット曲『船方さんよ』、『お月さん今晩は』、『有楽町で逢いましょう』、『俺は待ってるぜ』の4曲を1フレーズずつ繋げたものを歌ったところ客うけがよく、この時、偶然にも空港へのハイヤーを待っている間に劇場に入って森の演技を見ていた東宝の菊田一夫に「芸術座で芝居をやらないか」と上京を誘われる。大阪で絶大な人気を誇り、実力を認められた森であったが、かねてから、東京からのスターとの共演では香盤が4番手程度になることに不満を持っていた（脇役専門の女優として甘んじていたこの頃のエピソードとして、三木のり平と共演したある舞台の楽屋でのこと、「名前を書かずに、自分の胸の内を川柳にして詠みあおう」と仲間内で遊んでいた際、「あいつより 上手いはずだが なぜ売れぬ」と詠んだ話がつとに有名である）。そこで、東宝と専属契約を結び上京を決意し、この年の芸術座公演『花のれん』（原作：山崎豊子、脚色：菊田一夫、主演：三益愛子）で東京進出を果たし、その後も『がめつい奴』などに出演する。当時ABCとの契約も残っていたため、『びっくり捕物帖』の出演分は、VTRで撮りだめして対応した。

岡本愛彦と。1960年

1959年（昭和34年）、大阪から東京に拠点を移したほぼ同時期、NHK大阪出演時の仕事仲間で、直後にラジオ東京に移籍したプロデューサーで演出家の岡本愛彦と結婚。岡本が5歳下だったこともあり、森本人は3歳サバを読んで36歳ということにしていた。
1961年（昭和36年）、前年の舞台『がしんたれ』で演じた林芙美子役が脇役ながらも高い評価を受け
、菊田はこれを発展させる形で『放浪記』の脚本を執筆。森は主役の芙美子役に抜擢される。この年の芸術座10月公演で初演にして8か月のロングランとなり、芸術祭文部大臣賞、テアトロン賞（東京演劇記者会賞）
を受賞。以後、生涯通算で2017回を数える森の主演代表作となると共に、それまで脇役だった森が主演女優への階段を上るきっかけとなった。また劇中、森扮する芙美子が自分の小説の新聞広告を見つけ、喜びのあまりでんぐり返りをする場面は、名物と言われるまでになった。また、森は、林芙美子役について「舞台で死んでもこの役を渡したくない」と、並々ならぬ思い入れを語っていた。
1963年（昭和38年）、『放浪記』で人生初の主演を務めあげたことで、森は仕事にのめり込み仕事最優先となる。この時の心境について「いつでもぎりぎり決着の逃げ場のないところで、体をぶつけて、私は生きてきました。俳優という退職金も失業保険もない職業のみじめさを、私は自分自身の体に刻んでいるのです。だからお仕事を断るなんてぜいたくなことはできない」と、当時のインタビューで答えている。そんな妻に対して、夫・岡本は「君は仕事に殺される、仕事を半分に減らせ」、「夫の忠告がなぜ聞けないのか！」と、森を思うが故、反発するが、その亀裂はもはや修復不可能となっていた。結局、森は仕事を選び、この年2人は離婚。この結論に至った事については「私は、妻の座についていたかった。今でも岡本を愛しています。許してくれるなら、謝りもしましょう。現に、彼の前に手をついて、『別れないでください』と泣いて頼んだこともありました。でも、結局、破局でした。2人の間には、永久に交わることのない、平行線があったのです。一つだけはっきりしているのは、もう二度と結婚しない。これからは役者ひと筋に生きていくということ」と語っている。結局、森はこの時の決意を全うし、この離婚以後、生涯独身を貫いた。ただ、一方ではその後、作家の水上勉、五味康祐との恋愛関係や、作曲家の渡辺岳夫との長期にわたる不倫関係を取り沙汰されたこともある。
1965年（昭和40年）、当時人気のテレビ時代劇で、偶然、家で見ていたNET（現・テレビ朝日）系『新選組血風録』（制作：東映京都テレビプロダクション）に興味を示し、いきなり東映京都撮影所に電話を入れ、自ら出演を打診、最終回（1966年1月2日放送分、第26話「燃える生命」）に、急遽設定された架空の人物、山南敬助（演：早川研吉）の恋人・光枝役として特別出演している。
同年、乳腺腫瘍の摘出手術、1967年（昭和42年）には急性肝炎のため1か月の入院を余儀なくされ、この時期は健康上の不安に見舞われている。
1966年（昭和41年）、東宝でマネージャーを務めていた吉田名保美が独立し「吉田名保美事務所」を設立。森も東宝から同事務所に移籍（ただし、これ以降も提携関係を継続）。
『東芝日曜劇場・天国の父ちゃんこんにちは』（TBS、1966年 - 1974年）、『時間ですよ』（TBS、1970年 - 1973年、以後シリーズ化）、『土曜グランド劇場・おふくろの味』（日本テレビ、1970年）、『銀座わが町』（NHK総合、1973）、『かくれんぼ』（日本テレビ、1981年）等数多くのテレビドラマにも出演。加藤治子や山岡久乃や京塚昌子らとともに日本を代表する「お母さん女優」としてその人気を不動のものとし、「日本のお母さん」の異名を取っている。特に、時間ですよシリーズでは下町の銭湯のおかみさん役が当たり役として話題になった。確立したイメージはCMでも活かされ、特に1968年（昭和43年）から起用された「タケヤ味噌」のCMでは、途中に空白期間はあるものの2008年（平成20年）まで約40年にわたりCMキャラクターを務めている。
1974年（昭和49年）から1988年（昭和63年）までの14年間にわたり、フジテレビのワイドショー番組『3時のあなた』で月曜日・火曜日のメイン司会を担当し、この間、石原裕次郎の追悼特集（1987年7月20日放送）や田中角栄との対談（1984年9月3日放送）などの大役をこなし、女性司会者としての地位も確立、同番組での歴代最長司会者でもある。また、この番組では森を姉と慕っていた美空ひばりが第1回と最終回にゲストで出演した。司会者としての実力は『NHK紅白歌合戦』の紅組司会者としても発揮されており、第13回〈1962年（昭和37年）〉、第29回〈1978年（昭和53年）〉、第35回〈1984年（昭和59年）〉の3回、起用されている。また『輝く!日本レコード大賞』でも、1972年（昭和47年）から1976年（昭和51年）まで司会を務めている。
紅白では、実際紅組司会を務めた3回以外でも起用が有力だった回がある（森が辞退した回もある）ほか、出場歌手の候補にも挙がったこともあるとされる。また、第35回での64歳での紅組司会は第66回〈2015年（平成27年）〉で森とも親交のあった黒柳徹子（第66回時点で82歳。同回の総合司会）に抜かれるまで紅白司会者の最年長記録となっていた（紅組司会としては最年長記録を保持している）。
1975年（昭和50年）11月12日から翌年5月12日までTBS系で放送された『花吹雪はしご一家』で母子役として共演した西城秀樹からは「東京のお母さん」と呼ばれ公私にわたり親交を深めた。プライベートで年上の有名女優と交際していた西城の恋愛についてアドバイスしたり、コンサートにも数多くゲスト出演している。
1977年（昭和52年）、「吉田名保美事務所」から独立し、個人事務所「オフィス・モリ」を開設する
大阪での喜劇女優としての経験を生かしてザ・ドリフターズとの『ドリフと女優の爆笑劇場』（1977年〜1989年、テレビ朝日系）や加藤茶、志村けんとの『加トちゃんケンちゃん光子ちゃん』（1987年〜1994年、フジテレビ系）といったスペシャル枠のコント番組にも長年出演するなど、その芸域の広さと柔軟性も見せている。
好奇心旺盛にして有り余るほどの行動力を発揮し、興味を持った歌手やアーティストの公演には足繁く通い、その姿勢は自らも「若さの秘訣のひとつ」と語っていた。中でもジャニーズ事務所所属タレントらや、クレイジーケンバンドとの交流は有名だった。ジャニーズ所属タレントの中では少年隊の東山紀之の歌と踊りを高く評価。公私にわたり親交を深め「森の右手を握れる男性は東山だけ」ともいわれ、実際に交際の噂を立てられる程で舞台では5作品（6公演）、テレビドラマでも共演作がある。また、2011年11月5日、東山と前年10月に結婚した木村佳乃との間に、第1子となる女児が誕生した際には祝福のコメントを寄せている。80歳にして「絶叫コースターに挑戦したい」と希望し、テレビ番組の企画でTOKIOの長瀬智也と実際にコースターに乗ったこともある。
ジャニーズ事務所の創立者であるジャニー喜多川との親交は古く、喜多川の父親が大阪の道頓堀の劇場で森の舞台をよく見に行って「森光子は踊りがうまい」と褒めていたことを覚えており、のちにジャニーズ事務所開設とともに交流を深めることとなった。
黒柳徹子とも50年来の親友だったという。
大橋巨泉（以下、巨泉と記述）司会の人気番組だった『クイズダービー』（TBS）『世界まるごとHOWマッチ』（毎日放送）にも、度々ゲスト解答者として出演していた。特に『クイズダービー』では、森の「ドッキリ発言」のエピソードが知られている（第684回、1989年4月8日放送分）。森は出場者側（ギャンブラー席・赤チーム）として登場の際、CM明けの6問目に初代2枠レギュラー解答者・五月みどりの曲『恋する蝶ちょ』の歌詞当て問題で、正解が「男にとまれ」（解答者5人は全員不正解）と巨泉が発表した直後のことである。出場者の森は突然「私は、もしかしたらあの…『ホテルにとまれ』かと思った」と真顔でコメント。この森の発言に全解答者のみならず、出場者側で出演したタレント達も大爆笑、巨泉も流石に「それは過激すぎますよ!」と苦笑する始末だった。また、『世界まるごとHOWマッチ』においては、森自身が「レギュラー解答者になりたい」という程でもあり、当番組の最終回スペシャルにも出演していた。その後、森は巨泉が番組スーパーバイザーも兼任したTBSの大型バラエティ番組『ギミア・ぶれいく』のレギュラー陣の1人としても起用されている。

### 栄典受章の陰で - 晩年の状況
1984年（昭和59年）11月、紫綬褒章を授与される。この時、年齢を3歳サバ読みしていることや、嵐寛寿郎の姪ではなく従妹であることが発覚するが、当時のマスコミの論調は好意的だった。
1985年（昭和60年）、好角家としても知られた森は新装となった両国国技館に足を運び、1月場所2日目に砂かぶり席で観戦。その姿がNHK大相撲中継に映された映像が現存している。ちなみに森が観戦したこの日の結びの一番が昭和の大横綱である北の湖現役最後の一番でもあった。
1992年（平成4年）11月、勲三等瑞宝章を授与される。この頃から体力の衰えを実感し、当時野茂英雄が通っていたジムへ行きトレーナーへ指示を仰ぎ肉体改造に着手。毎日欠かさず150回（朝75回、夜75回）のスクワット（実際には、スクワットというよりも軽めの屈伸運動に近いものである）を行いエアロバイクを漕ぐなど筋力強化に励んだ。こうして、80代に入ってもなお、若々しい容貌と機知に富んだコメントで、幅広い世代に親しまれ続けた。
1996年（平成8年）、1月31日と2月1日に新高輪プリンスホテルで初のディナーショー、『森光子 Special Dinner Show』を開催。構成・演出はジャニー喜多川。バックダンサーとして、東山紀之や堂本剛に加えV6、TOKIOも踊りを披露しており、ジャニーズJr.にはデビュー前のタッキー&翼、嵐の大野智らが参加している。結局これが生涯ただ1度のディナーショーとなった。

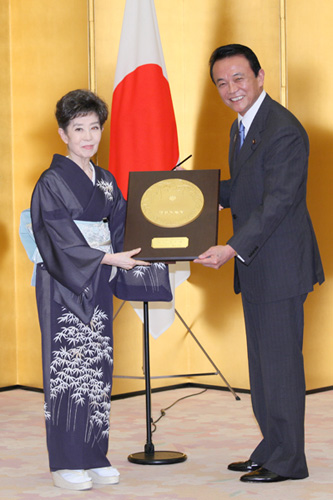
2009年7月1日、内閣総理大臣麻生太郎より国民栄誉賞を授与される森

1999年（平成11年）、京都市特別観光大使に任命される。その後2009年（平成21年）に京都市市民栄誉賞を受賞。2011年（平成23年）からは京都市名誉観光大使を務めた。
2000年（平成12年）、16年間悩み続けた白内障の手術に踏み切り、無事成功する。
2005年（平成17年）、芸能生活70周年を迎えたこの年の3月4日 - 27日に行われた芸術座公演『放浪記』は、老朽化のため解体が決まった芸術座での最終公演。千秋楽ではカーテンコールの際に「祝・大千穐楽 あたたかいご声援をありがとうございました」と書かれたパネルが舞台上に掲げられ、48年の歴史に幕を閉じた。
10月5日 - 30日（帝国劇場）、11月5日〜30日（中日劇場）、伊集院静原作の舞台『ツキコの月　そして、タンゴ』に出演。東山紀之との共演が話題となった。また、この舞台の主題歌として10月5日、10年ぶりにリリースした新曲『月夜のタンゴ』（作詞：竹内まりや、作曲・編曲：山下達郎）が10月17日付のオリコンチャートで45位初登場となった。歌手デビュー64年で初のチャートインは史上最長期間記録。85歳5カ月での初登場トップ50入りも最年長記録で、ダブル快挙である。
11月、文化勲章を授与される。女優からの勲章受章者は山田五十鈴以来2人目（杉村春子は辞退）。
2006年（平成18年）9月2日 - 27日（明治座）、11月1日〜26日（名鉄ホール）に公演が行われた『女たちの忠臣蔵』（作：橋田壽賀子、劇化：田井洋子、演出：石井ふく子）にナレーターとして参加。1979年のテレビドラマ版でナレーターを務めて以来、1980年の舞台初演からナレーターを務めているが、この公演の録音が最後となった。この年、元・俳優で1970年（昭和45年）以降、35年余にわたり森を支えてきたマネージャー関冨士夫が直腸がんを発病、治療に専念するため退社を余儀なくされる、という出来事が起きている。
2007年（平成19年）10月2日 - 26日、新橋演舞場10月公演『錦秋演舞場祭り　中村勘三郎奮闘』に出演。十八代目 中村勘三郎との初共演が注目された。昼の部は勘三郎中心の歌舞伎公演、森は夜の部の『森光子・中村勘三郎特別公演「寝坊な豆腐屋」』（脚本：鈴木聡、演出：栗山民也）に出演、親子を演じた。先代勘三郎とは歌舞伎座公演『いくぢなし』（1969年）、帝劇公演『花の吉原つき馬屋』（1984年）など過去に4回舞台で共演しているが、十八代目との共演は前名・中村勘九郎時代から映画、テレビを含め初めてであり、これに加えて森の希望で2代目 中村勘太郎、2代目 中村七之助も配役され、実に親子3代との共演が実現した。しかし、これが最初で最後の共演となった。また、東宝系の舞台出演が多い森にとって、松竹系の演舞場への登場は1966年に森繁久彌、三木のり平らと共演した「森繁劇団特別公演」以来、実に41年ぶりのことであった。
2008年（平成20年）、1月、前年11月、芸術座の跡地にオープンした新劇場「シアタークリエ」で初の『放浪記』公演を行う。この公演からそれまで名物となっていた「でんぐり返し」をとりやめ、万歳三唱に変更。これは前年の博多公演で失敗したことや、森の体力面を考慮しての処置であり「でんぐり返しの封印」と報道された。また、この年の4月に唯一存命の肉親で、長年「オフィス・モリ」代表、マネージャーとして、公私にわたり森を支え続けた3歳下の実妹・柳田咲子が死去。そのショックは大きく、本人は喪に服し（公に発覚したのは翌2009年の放浪記公演前だった）、気丈に振舞うも、夏頃には喉の病気を患ったことも重なり、あきらかに衰弱した姿が見られるようになった。またこの時期と前後して、長年森に尽くした付き人がいつともなく森の元を去っている。こうした事実に、多数の週刊誌が興味本位に「森光子の老い」との記事を組むなど、翌2009年の放浪記の公演はおろか森の生命すら危ぶまれる状態にあった。森はそんな中、親交が深い和田アキ子宅を訪れ、まだ女優を続けたい思いと、思うようにならない身体との間で思い悩み、和田に相談を持ちかけたという。4時間に及んだ話し合いの中、和田は森に「森っち、もうええやん。これまでずっと頑張ったやん」と降板するように進言したという。しかし、結局森は「お客様が待ってる」「私の生きがいだから」とそれを断り、舞台に拘り続けた。
2009年（平成21年）1月、初の著書『女優森光子 大正・昭和・平成 -八十八年激動の軌跡-』を出版。懸念された健康状態も年明け頃から徐々に立ち直り、舞台公演は無事に続けられ、5月9日の誕生日には『放浪記』上演2000回を迎えた。また、5月11日には河村建夫内閣官房長官より森に国民栄誉賞を授与する方針が表明され、5月29日に正式決定の上、7月1日に授与された。これは俳優では初の生前授与である。
11月3日から27日にはマキノノゾミ作・演出の明治座11月公演（国民栄誉賞受賞記念出演作品）『晩秋』に出演。マキノは森を想定して脚本を当て書きし、演出した。また森自身が共演者として十代目 坂東三津五郎と八千草薫を指名、三津五郎とは初共演、八千草とは1961年の『放浪記』以来48年振りの共演となった。この作品では振袖姿で『センチメンタル・ジャーニー』を英語で歌うシーンもこなしている。
2010年（平成22年）1月8日 - 2月6日、引き続き帝国劇場での舞台『新春　人生革命』（作・演出・構成：ジャニー喜多川）に出演、滝沢秀明、錦織一清との共演が話題となったが、この頃すでに立ち上がりや歩行に介添えが必要となっており、舞台上でも座った姿勢での演技や共演者が移動の際に手をとるなど「立たずに済む、動かずに済む」演出が多くなり、抑揚に欠ける台詞回しや、長台詞になると飛んでしまう（忘れてしまう）こともたびたび生じ、場面によってはリップシンクが採用されるなど、その衰えは否めなかった。しかし持ち前のユーモアと機転でアドリブを交え、そうした不安をカバーして1か月に及ぶ公演を務め上げた。だが2月26日、体力面を不安視する主治医の勧めもあり、同年5月から6月にシアタークリエで公演予定だった『放浪記』の中止が発表された。
以後は各種のイベントや芸能関係者の訃報・慶事に対し本人名義のコメントを寄せているが、2008年TBS放送の『渡る世間は鬼ばかり』第9シリーズ秋のスペシャルがドラマ作品の遺作となり、女優としての活動は舞台『人生革命』が最後となった。2010年8月11日放送（収録は7月）のドキュメンタリー番組『戦場の漫才師たち 〜わらわし隊”の戦争〜』（NHK総合）に証言者として出演、同年11月には帝国ホテルで帝国劇場100年記念ムック本『帝劇ワンダーランド 〜帝国劇場開場100周年記念読本』への収録のためインタビュー取材と写真撮影を受けているが、これが表舞台での最後の仕事となった。2012年（平成24年）1月2日〜28日、明治座創業140周年記念公演として、5年4か月ぶりにキャストを一新して上演された『女たちの忠臣蔵』では久々にナレーターとして名を連ねているが、実際には前回、2006年の明治座9月公演の際に録音されたものが使用された。最後の近影となったのは、2012年2月7日から4月30日にかけ上演された堂本光一主演の舞台『Endless Shock 2012』の初日に公表された、公演ポスターを掲げる姿（実際には1月22日の撮影）で、公式の場に寄せた最後のコメントとなったのは、2012年7月9日午後7時55分に山田五十鈴が死去した際のものである。

### 闘病生活と死
2012年（平成24年）11月10日午後6時37分、肺炎による心不全のため、入院先である文京区本郷の順天堂大学医学部附属順天堂医院（以下、順天堂大学病院と記述）で死去。満92歳没(享年93)。生前からの本人の希望で親族だけの密葬を済ませた後、死去から3日後の11月14日の夜に、親族からの連絡で東宝から正式に発表された。なお、発表の数日前には、実際には既に死去していたにも関わらず、“復帰間近”という報道が流れた他、事実の公表寸前まで復帰を願う声が数多くあった。奇しくも森が没した3年前の同日には森繁久彌が96歳で、2年後の同日には高倉健が83歳で亡くなっている。なお、森の本葬時には高倉が弔電でお悔やみを寄せた。
〜 死後明かされた晩年の闘病生活 〜
2010年（平成22年）2月に『放浪記』の上演中止を発表し、事実上の活動停止に入ってからは、自宅で静養しながらマスコミ取材に応じたり、ジャニーズ関連の公演にも足を運ぶなどしていたが、秋以降は体調を崩し、順天堂大学病院へたびたび入退院を繰り返すようになった。また嚥下機能の低下から食べ物が喉を通らなくなり、2011年（平成23年）からは同院に入院。点滴による栄養補給を続けてきた。2012年（平成24年）2月には誤嚥性肺炎を発症し発熱。同年4月には胃ろう造設手術に踏み切り、経腸栄養剤の投与が続けられたが、衰弱は著しく進んでいた。一時退院ののち、9月に大事をとって再入院、この入院が最後となった。この入院中も体調が良いとスクワットを行い、関係者が見舞うと必ず寝巻からカーディガンとブラウスに着替えるなどの気丈さを見せたというが、結局最期は眠るように息を引き取った。森自身、復帰への意欲を持ち続けており、枕元には常に『放浪記』の台本が置かれていたという。最期に遺した言葉は、いかにも仕事に生きた森らしく「みなさん、一生懸命される仕事を生きてね」というものだった。なお、活動停止以降のこうした事実については、死後明らかにされた。
森の死去の報を受け、親交の深かった王貞治、米倉斉加年、浜木綿子、篠山紀信が哀悼コメントを発表した。インタビューで篠山は「その生き方は全女優がそうありたいと思うかがみだったのではないか」と発言している。
また、死去が発表された2012年11月14日以降、追悼番組が各局で編成された。ザ・ドリフターズのメンバーも葬式に駆け付け、「いずれ僕らもそっちに行くかもしれないのでよろしく」とその死を惜しんだ。
2012年11月30日、日本政府は閣議に於いて森光子の日本演劇界発展への貢献を多として、命日である11月10日付で従三位を遺贈することを決定した。

### 没後
12月7日に青山葬儀場で開かれた本葬では、2300人が参列した。
戒名は「惠光院放譽花雪逗留大姉（けいこういん ほうよ かせつ とうりゅう だいし）」。花雪（かせつ）の時節を通して培われた燈火（森自身のこと）から放たれる恵みの光が、これからも多くの人の心に留まり続けるものであるという意味が込められている。
なお、生前の森は無宗教だったが、13歳の時に亡くした母の菩提寺が京都にあり、上記の院号もこの寺院から受けたものである。1989年に親友・美空ひばりを亡くしたショックから翌年、茨城県に生前墓を購入しているが、故人・遺族の意向で、茨城の墓ではなく、京都の母の菩提寺に納骨された。その後茨城の墓は撤去されている。
2013年、「一般財団法人　森光子芸能文化振興財団」が設立される。創設時の代表理事は、長年森と仕事をしてきた、元フジテレビ・共同テレビの塚田圭一。その後塚田が2016年12月31日に死去し、現在は、「3時のあなた」で森とコンビを組んでいた野間脩平が代表理事を引き継いでいる。
2014年2月27日、フジテレビが開局55周年記念として、森の半生を描いたドラマの製作を発表。森光子役に仲間由紀恵、菊田一夫役に石坂浩二、岡本愛彦役には藤木直人がそれぞれキャスティングされた。作品は大阪の喜劇役者時代（26歳）から、『放浪記』で芸術祭賞を受賞（42歳）するまでを中心に構成されている。後日、正式タイトルは『森光子を生きた女〜日本一愛されたお母さんは、日本一寂しい女だった〜』となること、森の誕生日である5月9日に放送されることと、併せて5月3日には「3時のあなた」などの所蔵映像を中心に構成した特別番組『3時のあなた〜森光子が蘇る〜』の放送も発表された。
5月9日、11月に森の三回忌が明けることから、2015年6月、シアタークリエで『放浪記』に次ぐ森の代表作である『おもろい女』が9年ぶりに藤山直美主演で復活、1か月間上演されることが発表された。森自身、生前に「肉体的にもっともきつい作品」と話し、2006年の公演が最後となったが、一方で「いい脚本だから、残してほしい」とかねてから希望していたこともあり、東宝が再演を決めたものである。『おもろい女』は元々NHKで1965年9月18日に単発ドラマとして放送されたテレビ版がオリジナルで、この時の森の相手役（玉松一郎役）こそ藤山直美の父である藤山寛美であり、この時、直美も中国人孤児役で出演していたなど、浅からぬ因縁がある。
2015年10月には、『放浪記』が仲間由紀恵主演で復活。
2015年、「森光子の奨励賞」を創設。第1回は、中村勘九郎と中村七之助が受賞した。第2回は、市村正親と北島康介が受賞した。
2016年9月には、『雪まろげ』が高畑淳子主演で復活。

## 出演

### 舞台
- がしんたれ
1960年（昭和35年）10月、芸術座
この舞台で演じた林芙美子役が脇役ながらも高い評価を受け、『放浪記』の主役の芙美子役に抜擢される。
- あかさたな
1967年（昭和42年）13月、芸術座
- 放浪記
出演回数は2008年12月の中日劇場で1995回、主役を演じた年数45年は日本記録。
2009年5月9日の自身の誕生日、東京・帝劇で前人未到の上演2000回を達成。千秋楽時点で2017回。
- おもろい女
1978年初演。芦屋雁之助とのコンビで、戦前活躍した漫才コンビであるミスワカナ・玉松一郎を演じる。1979年には文化庁芸術祭大賞を受賞し、『放浪記』と並ぶ森の舞台での代表作となった。なお、2004年4月に雁之助が死去したことから、この年の公演からは段田安則が新パートナーとなる。
上記のとおり、実際の初代ワカナ[注釈 19]は戦前に共に慰問に行ったなどのことから森が師と仰いだ女芸人であり、本作でも「若き日の森光子」役の女優が登場し、ワカナ役の森と絡むなどのくすぐりがある。最後となった2006年までの上演回数は通算463回。
- 雪まろげ
森が旧知の作家小野田勇に「嘘つき女がやってみたい」と話し、書かれたもの。初演は1980年。「北海道編」「山陰編」といった続編も含めた2009年までの通算上演回数は471回にのぼり、「放浪記」「おもろい女」に続く第3の代表作。
森がメディア出演の際に時折披露していた、「津軽弁で歌う『津軽海峡・冬景色』はこの舞台のワンシーンである。

### 映画
- 月形半平太（1935年、山本松男監督）
- 活人剣 荒木又右衛門（1935年、マキノ正博監督）
- 文武太平記（1935年、吉田信三監督）
- 子負ひ虫（1936年、益田晴夫監督）
- 破れ合羽（1936年、吉田保次監督）
- 国訛道中笠（1937年、仁科熊彦監督）
- べらんめえ十万石（1937年、仁科熊彦監督）
- 静御前（1938年、野淵昶監督）
- 怪猫五十三次（1938年、押本七之輔監督）
- 暴れだした孫悟空（1939年、寿々喜多呂九平監督）
- 台所太平記（1963年、豊田四郎監督）
- この空のある限り （1964年）
- 冷飯とおさんとちゃん（1965年、田坂具隆監督）
- 大根と人参 (1965年、渋谷実監督）
- 氷点（1966年、山本薩夫監督）
- 春日和 (1967年、大庭秀雄監督)
- 悪名一代（1967年、安田公義監督）
- 乱れ雲[1]（1967年、成瀬巳喜男監督）
- 喜劇 駅前百年（1967年、豊田四郎監督）
- 若者よ挑戦せよ（1968年、千葉泰樹監督）
- コント55号 世紀の大弱点（1968年、和田嘉訓監督）
- 喜劇 “夫”売ります!!（1968年、瀬川昌治監督）
- 妾二十一人 ど助平一代（1969年、成澤昌茂監督）
- 前科 ドス嵐（1969年、小澤啓一監督）
- 誰のために愛するか（1971年、出目昌伸監督）
- グアム島珍道中（1973年、岩内克己監督）
- 映画女優（1987年、市川崑監督）
- 川の流れのように（2000年、秋元康監督）
- 千年の恋 ひかる源氏物語（2001年、堀川とんこう監督）

### テレビドラマ
- コント千一夜（1956年 - 1961年、大阪テレビ）
- ダイマル・ラケット、森光子のびっくり捕物帖（1957年 - 1960年、大阪テレビ）
- 小判は寝姿の夢（1957年、大阪テレビ）
- 芽（1957年、大阪テレビ）
- サンヨーテレビ劇場（KR）※東京の民放初出演　
  - 山崎豊子短編集（1959年）
    - 遺留品
    - しぶちん
    - 持参金
    - 船場狂い

  - 羅生門（1959年）
  - 雁（1959年）
  - 夢十夜より（1959年）
  - 鱧の皮（1959年）
  - 山を見るな（1959年）
  - 東京の風（1959年）
  - 地と虹（1960年）
  - 女（1960年）
  - 赤坂ふらんす亭（1960年）
- ミステリー 影「疑惑」（1959年、毎日放送）
- 街のどんぐり（1959年 - 1962年、毎日放送）
- 東芝日曜劇場（KR→TBS）
  - 侍 新撰組物語より（1959年）
  - 一枚看板（1959年）
  - 渡り鳥（1961年）
  - ある夜の殿様（1961年）
  - 湯葉（1961年）
  - かげ（1963年）
  - 足は暖かかった（1963年）
  - みだれ（1964年）
  - 三代目（1964年）
  - いくじなし（1964年）
  - 結婚という就職（1965年）
  - 天国の父ちゃんこんにちは（1966年 - 1978年）[74]
  - おたふく物語（1967年）
  - 私のダイヤモンド（1968年）
  - 心の足音（1969年）
  - 松本清張おんなシリーズ・熱い空気（1979年2月4日） - 河野信子 役
  - 女たちの忠臣蔵（1979年12月9日）ナレーション
  - 二人だけの結婚式
- 女の橋（1960年、NET）
- 日立劇場「五条木屋町」（1960年、KR）
- しゃっくり寛太（1960年、読売テレビ）
- そんなとき私は（1960年 - 1961年、KR→TBS）
- 夜の十時劇場「東京タワーは笑ってる」（1960年、フジテレビ）
- おかあさんシリーズ（TBS）
  - がらくた（1961年）
  - あれち野菊（1961年）
  - 山のてっぺんの港（1961年）
  - 青い家（1962年）
  - 誕生まで（1963年）
  - ダルマとアゴヒゲ（1964年）
- 恋獄（1961年、TBS）
- 若い季節（1961年 - 1964年、NHK総合）
- 飛田ホテル（1961年、日本テレビ）
- 山本周五郎アワー「しづやしづ」（1961年、TBS）
- 人生の四季（日本テレビ）
  - 夜の波音（1961年）
  - 道づれ（1962年）
- NECサンデー劇場「嬶天下」（1961年、NET）
- テレビ指定席（NHK総合）
  - 王将（1961年）
  - たった二人の工場から（1961年）
- 近鉄金曜劇場（ABCテレビ）
  - あらくれ（1961年、TBS）
  - 花の慕情（1962年）
  - 毒薬（1963年、TBS）
  - 螢（1963年、TBS）
  - あっちゃこっちゃ（1964年、TBS）
  - あやふやを愛す 36才の純情（1964年、TBS）
  - おばさまと娘たち（1965年）
  - 月夜の傘（1965年）
- 新選組始末記（1961年、TBS）
- 半七捕物帳（1961年 - 1962年、日本テレビ）
- 文芸劇場「下町」（1962年、NHK総合）
- 女シリーズ「虚飾の森」（1962年、毎日放送）
- 夫婦百景（日本テレビ）
  - 教養あるおかあちゃん（1962年）
  - 置き手紙（1963年）
  - 番頭夫婦（1964年）
  - 酔いどれ女房（1966年）
- 大番（1962年 - 1963年、フジテレビ）
- おはなはん一代記（1962年、NHK総合）
- 花は桜子（1963年、TBS）
- テレビ劇場（NHK総合）
  - 砂の上（1963年）
  - 五年目の春（1964年）
- 30分劇場「五月を待つ女」（1964年、日本テレビ）
- NHK劇場（NHK総合）
  - モルガンお雪（1964年）
  - ふるさとの甘い風[75]（1964年）
  - ソクラテスの妻（1966年）
- 日産スター劇場（日本テレビ）
  - あなたはタバコがやめられる（1964年）
  - 幸せが来た（1964年、読売テレビ）
  - おせっかいさんの婿選び（1965年）
  - 花嫁候補がやってきた（1966年）
  - 教養あるおかあちゃん（1966年）
  - お妾さんのいる社宅（1967年）
  - かあちゃんは本日休業（1967年）
  - 私は妻です（1967年）
  - 姉妹の春（1968年）
  - 十年目の再会（1968年）
  - 危うし妻の座（1968年）
  - たこたこあがれ（1969年）
- ポーラ名作劇場（NET）
  - 女のいくさ（1964年）
  - いのちある日を（1965年 - 1966年）
- 徳川家康（1964年 - 1965年、NET）
- 新たなり（1965年、NHK総合）
- 木下恵介劇場「お好み焼きてんまつ記」（1965年、TBS）
- のれん太平記（1965年 - 1966年、フジテレビ）
- 沙羅の門（1965年、関西テレビ）
- おもろい女（1965年、NHK総合）
- ああ! 夫婦 第2話「情けないやらくやしいやら」（1965年、TBS）
- 草暦（1965年、NHK総合）
- シオノギテレビ劇場（フジテレビ）
  - 人情話文七元結（1965年）
  - 巷談本牧亭（1966年）
  - しぐれ人形（1966年）
- うちらの青春（1966年、読売テレビ）
- にっぽん道中記「おでん・かん酒物語」（1966年、関西テレビ）
- おてんとさまどんと来い!（1966年、フジテレビ）
- ナショナル劇場「青春怪談」（1966年、TBS）
- のれん繁昌記（1966年、フジテレビ）
- 新選組血風録 第26話「燃える生命」（1966年、NET）
- 大河ドラマ（NHK総合）
  - 竜馬がゆく（1968年） - お登勢 役
  - 琉球の風（1993年） イソバ 役
- スター推理劇場（フジテレビ）
  - 不運な旅館（1968年）
  - 一年半待て（1968年） - 須村さと子 役
- 道頓堀（1968年、読売テレビ）
- 大奥（1968年、関西テレビ） - 浦路 役
- 夜のグランド劇場「恋しかるらん」（1968年、日本テレビ）
- 娘すし屋繁盛記（1969年、TBS）
- もうれつ大家族（1969年、フジテレビ）
- おんなの劇場「出雲の女」（1969年、フジテレビ） - 明石はる 役
- 火曜劇場「ごちそうさん」（1969年、関西テレビ） - 立花令子 役
- 時間ですよシリーズ（TBS）
  - 時間ですよ（1970年 - 1973年）
  - 時間ですよ昭和元年（1974年10月 - 1975年4月）
  - 時間ですよふたたび（1987年6月 - 8月）
  - 時間ですよたびたび（1988年7月 - 10月）
  - 時間ですよ平成元年（1989年10月 - 12月）
- おさな妻（1970年、東京12チャンネル）
- 男は度胸（1970年、NHK総合）
- 2丁目3番地（1971年、日本テレビ）
- 徳川おんな絵巻（1971年、関西テレビ）
- からすなぜ泣くの (1971年、NHK総合・銀河ドラマ) - 花輪りん
- 銀座わが町（1973年4月 - 1974年3月、NHK総合）
- 新選組（1973年、フジテレビ） - 語り
- さよなら・今日は（1973年10月 - 1974年3月、日本テレビ）
- 花吹雪はしご一家（1975年 - 1976年、TBS）
- 一丁目物語 ゴッドマザーの二度目の青春（1977年、日本テレビ）
- せい子宙太郎‐忍宿借夫婦巷談（1977年 - 1978年、TBS）
- 敵か?味方か?3対3（1978年5月25日 - 7月6日、テレビ朝日）松井妙子 役
- お昼のテレビ小説「浪花おこし」（1978年、フジテレビ） - ナレーター
- 熱愛一家・LOVE（1979年2月14日 - 1979年8月8日 TBS） 石本千代 役
- なぜか初恋・南風（1980年2月13日 - 1980年7月16日 TBS）
- 和宮様御留（1981年、フジテレビ） 観行院 役
- 春よ、来い（1982年、日本テレビ）
- 田中丸家御一同様（1982年、日本テレビ） 田中丸せつ 役
- おかあさん−たぬき屋の人々 （1985年、TBS） 川村雅江 役
- ドラマ人間模様（NHK総合）
  - てのひらの虹（1986年） - さくら三千代 役
- 銀河テレビ小説（NHK総合）
  - わが歌ブギウギ （1987年） - ラク町お葉 役
- おんなは一生懸命（1987年 - 1988年、TBS） 竹山登世 役
- 火曜サスペンス劇場「スキャンダル」（1988年1月5日、日本テレビ） 山田和子 役
- 水曜グランドロマン「女たちの百万石」（1988年10月12日・19日、日本テレビ）
- 黄昏の赫いきらめき（1989年、NHK総合）[76]
- 源義経（1990年、TBS）
- 渡る世間は鬼ばかり（1990年 - 2008年、TBS） 森山珠子 役※ドラマ作品の遺作（第9シリーズ）
- なんだら まんだら（1991年、フジテレビ）
- 源氏物語 上の巻・下の巻（1991年、TBS）
- D坂殺人事件 名探偵明智小五郎誕生 名探偵明智が挑む猟奇殺人の謎!!闇に浮かぶ白い肌…（1992年、フジテレビ）
- 月曜ドラマスペシャル「かあさんはドンシリーズ」（1992年-1993年、TBS）
- 華岡青洲の妻（1992年、フジテレビ）
- 土曜ドラマ（NHK総合）
  - 黄昏の甘い恋歌（1994年） - 森江美矢 役
- お玉・幸造夫婦です（1994年、読売テレビ）
- スペシャルドラマ「誰かが誰かに恋してる」（1996年3月29日、TBS） 鈴木芳江 役
- 必要のない人（1998年、NHK総合）
- 水戸黄門（TBS）
  - 第31部 第21話「黄門様と七化けのお京 -広島-」（2003年3月17日） お京 役（特別出演）
  - 1000回記念スペシャル（2003年12月15日） 狩野山月 役（特別出演）
- ハルとナツ 届かなかった手紙（2005年、NHK総合）
- 拝啓、父上様 第3話（2007年1月25日、フジテレビ）（特別出演）
- 寧々〜おんな太閤記（2009年1月2日、テレビ東京） 語り

### 劇場アニメ
- もののけ姫（1997年、宮崎駿監督） - ヒイ様 役[77]

### 吹き替え
- ジェシカおばさんの事件簿（1988年、NHK総合・BS2） - ジェシカ・フレッチャー：アンジェラ・ランズベリー
- ブラザー・ベア（2004年、ブエナ・ビスタ・ピクチャーズ） - タナナ

### ラジオ
- ラジオドラマ『エンタツの迷探偵』（1952年、NHKラジオ第1大阪）
- 東西お笑い他流試合（1955年7月 - 、ニッポン放送、ABCラジオ）
- ラジオドラマ『ダム』（1961年、ニッポン放送） - 第16回芸術祭奨励賞[78]
- ラジオドラマ『綱大夫四季』（1975年、NHKラジオ第1） - 第30回芸術祭ドラマ部門優秀賞[79]
- ラジオドラマ『松鶴恋歌』（1987年、MBS） - 第35回日本民間放送連盟賞娯楽番組部門最優秀賞、第14回放送文化基金賞本賞[80]
- 第14回ラジオチャリティミュージックソン（1988年12月、ニッポン放送） - パーソナリティー（生放送）
- オールナイトニッポン（2009年1月2日、ニッポン放送） - パーソナリティー
2008年12月28日収録、ゲストは笑福亭鶴瓶。オールナイトニッポンパーソナリティー最年長記録（88歳）

### 歌番組
- NHK紅白歌合戦（NHK総合・ラジオ第1）
  - 1962年・1978年・1984年 - 紅組司会
  - 1969年・1976年・1989年 - 応援ゲスト
  - 1961年・1981年・1986年・1992年・1994年・2004年・2005年・2009年 - 審査員
- 輝く!日本レコード大賞（1972年 - 1976年、TBSテレビ・ラジオ） - アシスタント[81][注釈 20]
- 思い出のメロディー（1976年 - 1978年・1983年、NHK総合・ラジオ第1）司会[注釈 21]兼歌手、（2008年） - 歌手

### バラエティ
- 3時のあなた（1974年4月 - 1988年4月、フジテレビ） - 司会
- ドリフと女優の爆笑劇場（テレビ朝日）レギュラー
- 加トちゃんケンちゃん光子ちゃん （フジテレビ）
- 関口宏のサンデーモーニングスペシャル（TBS）1989年12月31日　西村晃とともに出演
- ギミア・ぶれいく（TBS）レギュラー格
- 勘三郎が泣いた!勘太郎挙式&感動秘話〜さよなら歌舞伎座SP（フジテレビ） - 語り
- ためしてガッテン（NHK総合） - 一時期準レギュラー、第1回放送のゲストでもあり、2001年12月までは数か月に1回ペースで出演
- 徹子の部屋（テレビ朝日） - 司会の黒柳徹子とはテレビ創成期からの大親友であり、顕著に出演
- さんまのまんま（関西テレビ） - レギュラーではないが、生前最後のバラエティ番組ゲスト出演となった（2009年10月16日）[82]

### CM
- タケヤ味噌 ※1968年以来、一時中断を経て40年間CMキャラクターを務めて「ひと味ちがいます」のコピーを生んだ
- 興和新薬『コルゲンコーワ』
- リクルート『とらばーゆ』
- 日本道路公団
- アース製薬
- 京都呉服
- 人形の秀月
- 日本赤十字社
- 国民年金基金
- 全日本空輸
- キリンビバレッジ『午後の紅茶』
- 『いきいき』（シニア層向け生活雑誌）

## 役職
- 日本喜劇人協会第6代会長
- 日本俳優連合名誉副会長

## 著書
- 『女優 森光子 大正・昭和・平成 -八十八年 激動の軌跡-』（集英社、2009年1月）ISBN 9784087813883
森本人の語り下ろしによりその半生を振り返る自伝。ビートたけし、王貞治ら親交の深い著名人31人からのメッセージ、対談。『放浪記』舞台とその裏側の写真（篠山紀信撮影）、事務所秘蔵の戦前・戦中の森の写真により構成。

- 『人生はロングラン - 私の履歴書』（日本経済新聞出版社、2009年4月）ISBN 9784532166922
2007年12月、日本経済新聞紙上に連載された『私の履歴書 - 森光子』に大幅加筆の上、1冊にまとめられたもの。

- 『女優・半世紀の挑戦　あきらめなかった　いつだって』（PHP研究所、2011年5月）ISBN 9784569781471
2008年9月18日、NHK-BShiで放送された『100年インタビュー　森光子』を単行本化したもの。
- 篠山紀信写真集 『女優魂　森光子『放浪記』二〇一七回の記録』（扶桑社、2015年5月）

### 評伝
- 杉本礼 『森光子　汗と涙のカーテンコール』 テーミス、2006年1月
- 真鍋秀夫 『女優森光子　大スターその光と影』 元就出版社、2005年10月
- 小松成美 『全身女優　私たちの森光子』 KADOKAWA、2015年5月
- 川良浩和 『森光子　百歳の放浪記』 中公新書ラクレ、2020年3月

## ディスコグラフィ

### シングル
| #                            | 発売日         | A/B面          | タイトル                     | 作詞           | 作曲           | 編曲           | 規格品番       |
| キングレコード               | キングレコード | キングレコード | キングレコード               | キングレコード | キングレコード | キングレコード | キングレコード |
| ---------------------------- | -------------- | -------------- | ---------------------------- | -------------- | -------------- | -------------- | -------------- |
| 1                            | 1965年 6月     | A面            | 有田川                       | 有吉佐和子     | 林伊佐緒       | 林伊佐緒       | BS-222         |
| 1                            | 1965年 6月     | B面            | 母恋いみかん                 | 矢野亮         | 林伊佐緒       | 林伊佐緒       | BS-222         |
| 2                            | 1965年 9月     | A面            | 沙羅の門                     | 水上勉         | 渡辺岳夫       | 渡辺岳夫       | BS-268         |
| 2                            | 1965年 9月     | B面            | 強いようでも女は女           | 矢野亮         | 林伊佐緒       | 林伊佐緒       | BS-268         |
| AMON                         |                |                |                              |                |                |                |                |
| 3                            | 1973年 4月21日 | A面            | 東京下町あたり               | 阿久悠         | 山下毅雄       | 高田弘         | AMON-1028      |
| 3                            | 1973年 4月21日 | B面            | 煙突の見える町               | 阿久悠         | 山下毅雄       | 高田弘         | AMON-1028      |
| ビクター                     |                |                |                              |                |                |                |                |
| 4                            | 1977年 8月10日 | A面            | ほろ酔い                     | 杉紀彦         | 丹羽応樹       | 小六禮次郎     | SV-6270        |
| 4                            | 1977年 8月10日 | B面            | 涙を拾って                   | 杉紀彦         | あかのたちお   | 小六禮次郎     | SV-6270        |
| 5                            | 1979年 4月5日  | A面            | 湯の町放浪記                 | 阿久悠         | 市川昭介       | 石田勝範       | SV-6566        |
| 5                            | 1979年 4月5日  | B面            | 夜ふかし気分                 | 阿久悠         | 川口真         | 石田勝範       | SV-6566        |
| 6                            | 1992年 6月3日  | 01             | 花のいのちは短くて           | 山添花秋       | 市川昭介       | 池多孝春       | VIDL-10243     |
| 6                            | 1992年 6月3日  | 02             | さすらい                     | 山添花秋       | 市川昭介       | 池多孝春       | VIDL-10243     |
| ポニーキャニオン             |                |                |                              |                |                |                |                |
| 7                            | 1995年 11月1日 | 01             | カーテンコール               | 秋元康         | 筒美京平       | 萩田光雄       | PCDA-00800     |
| 7                            | 1995年 11月1日 | 02             | 星が降るまでここにいましょう | 秋元康         | 鈴木キサブロー | 萩田光雄       | PCDA-00800     |
| ジャニーズ・エンタテイメント |                |                |                              |                |                |                |                |
| 8                            | 2005年 10月5日 | 01             | 月夜のタンゴ                 | 竹内まりや     | 山下達郎       | V.Lavallen     | JECN-0075      |
| 8                            | 2005年 10月5日 | 02             | 〜タツロー･バージョン〜      | 竹内まりや     | 山下達郎       | 山下達郎       | JECN-0075      |
| 8                            | 2005年 10月5日 | 03             | もみがら枕の子守唄           | 荒木とよひさ   | 浜圭介         | 萩田光雄       | JECN-0075      |
| 9                            | 2010年 1月6日  | 01             | 人生革命                     | 森光子         | Mark Davis     | Mark Davis     | PCCA-90004     |
| 9                            | 2010年 1月6日  | 02             | 人生半ばです                 | 森光子         | 羽場仁志       | 船山基紀       | PCCA-90004     |

### アルバム
- Mitsuko Mori
  - PCCA-00792（1995年9月1日、4枚組） - 3枚目と4枚目は、1枚目と2枚目のカラオケ盤
  - PCCA-00793（1995年10月4日、2枚組） - カラオケ盤がない
  - PCCA-03031（2010年1月6日、2枚組） - 再発売
- 森光子のふるさとの歌をたずねて　(民謡12曲の歌とナレーション)
  - TECE-3144 （2012年12月28日）- 1972年発売LP（CF-12）からCD復刻発売
- 歌と想い出 　(懐メロ14曲の歌とナレーション)                                 
  - TECE-3145 （2012年12月28日）- 1972年発売LP（CF-18）からCD復刻発売

### タイアップ曲
| 年     | 楽曲           | タイアップ                                         |
| ------ | -------------- | -------------------------------------------------- |
| 1965年 | 沙羅の門       | 関西テレビ系テレビドラマ「沙羅の門」主題歌         |
| 1973年 | 東京下町あたり | TBS系テレビドラマ「時間ですよ」主題歌              |
| 1979年 | 湯の町放浪記   | TBS系テレビドラマ「熱愛一家・LOVE」挿入歌          |
| 1995年 | カーテンコール | 日本テレビ系「いつみても波瀾万丈」EDテーマ         |
| 2005年 | 月夜のタンゴ   | 舞台「ツキコの月 そして、タンゴ」主題歌            |
| 2010年 | 人生革命       | 舞台「新春・人生革命」主題歌                       |
| 2014年 | カーテンコール | フジテレビ系テレビドラマ「森光子を生きた女」主題歌 |

## 「森光子」を演じた女優
- 仲間由紀恵 - 『森光子を生きた女 〜日本一愛されたお母さんは、日本一寂しい女だった〜』[83]、2014年5月9日放送、フジテレビ

## 森光子一座記念館
2013年4月27日、石川県加賀市山中温泉の旧・金沢信金山中支店跡に『森光子一座記念館』が開館（開業期間は2年間）。森は以前から山中温泉との縁があり、1972年にはドラマ『時間ですよ』のロケで当地を訪れており、商工会との親交があった。また、2000年頃「山中節は民謡の中で一番好き」とラジオ番組で語ったのを旧山中町町長・田中實が偶然耳にして感動し、森に熱心に要請したことがきっかけで『山中節と温泉の館　山中座』の名誉座長に就任している。2009年5月、既に記念館の構想が提案され、2015年に創業800年の老舗旅館「よしのや依緑園」の日本家屋に建設する話がまとまっていたが、森の死去により前倒しで開館となったものである。2013年6月5日には来場者数が1万1111人を達成。またこの日、記念館の「名誉監修」として石井ふく子が就任することが発表された。
しかし、遺品について展示に協力してきた東宝との借用期間が過ぎ、県道の拡幅工事により入居建物についても移転が必要なため、2015年の年内をもって休館することとなった。山中温泉で再開する計画があるが具体的な移転先は決まっていない。

## その他
新潟県柏崎市でお盆に開かれる「柏崎ふるさとまつり」にて、直筆の絵あんどんを出品していた。